# Vice (журнал)
Vice (стилізовано: VICE) — канадсько-американський молодіжний щомісячний лайфстайл-журнал. Статті журналу фокусуються на інформації про способи життя, мистецтво, культуру та новини/політику. Журнал був заснований в 1994 році в Монреалі як альтернативне панк-видання. Станом на лютий 2015 року головним редактором журналу є Елліс Джонс.

### Вебсайт
Vice заснував вебсайт у 1996 як Viceland.com, бо Vice.com вже був зайнятий. У 2007, запустили VBS.tv, який надавав перевагу відео над друкованою інформацією, і показував деякі шоу безкоштовно, як наприклад The Vice Guide to Travel. У 2011, Viceland.com та VBS.tv були об'єднані у Vice.com, який також хостив Vice Motherboard на домені motherboard.vice.com.
У 2012, було створено Vice Media що стала батьківською компанією для журналу Vice та інших, включаючи Vice News на HBO та вебсайт Vice.com. З того часу компанія розширилась і включає мережу онлайн каналів, таких як Munchies.tv, Motherboard.tv, Noisey.com, Thu.mp, та Broadly.